# Булун (Амгинський улус)
Булун (рос. Булун) — селище Амгинського улусу, Республіки Саха Росії. Входить до складу Майського наслегу.
Населення — 1 особа (2015 рік).